# Yerin Ha
Yerin Ha, född 26 juni 1995 i Sydney, är en australisk skådespelare.
Ha har bland annat medverkat i TV-serierna Bad Behaviour och Halo. Hon har även medverkat i filmen Sissy.

## Filmografi (i urval)
- 2022 – Sissy
- 2022 – Halo (TV-serie)
- 2022 – Troppo (TV-serie)
- 2023 – Bad Behaviour (TV-serie)
- 2025 – The Survivors (TV-serie)